# Un amour impossible (film)
Pour le roman initial, voir Un amour impossible.
Pour plus de détails, voir Fiche technique et Distribution.
Un amour impossible est un film français réalisé par Catherine Corsini, sorti en 2018.
Adaptation du roman éponyme de Christine Angot, le film est coécrit par Catherine Corsini et Laurette Polmanss.

## Synopsis
Philippe, issu de la bourgeoisie aisée, et Rachel, modeste employée à la Sécurité sociale, à Châteauroux, à la fin des années 1950, se rencontrent et ont un enfant, Chantal, que son père refuse de reconnaître et qu'il voit de moins en moins, tout comme la mère. Il se marie, fonde une famille, Rachel vit seule avec sa fille peu à peu fascinée par ce père cultivé, raffiné, sans en voir le cynisme, l'amoralisme. Un père qui va commettre l'irréparable contre sa fille.

## Fiche technique
Elsa Pharaon est la directrice du casting.
- Titre : Un amour impossible
- Réalisation : Catherine Corsini
- Scénario : Catherine Corsini, Laurette Polmanss, d'après le roman de Christine Angot
- Image : Jeanne Lapoirie
- Son : Olivier Mauvezin
- Décors : Toma Baqueni
- Costumes : Virginie Montel
- Montage : Frédéric Baillehaiche
- Musique : Grégoire Hetzel
- Productrice : Elisabeth Perez
- Sociétés de production : Chaz Productions, France 3 Cinéma, Artémis Productions, Le Pacte
- SOFICA : Cinémage 12, Cinéventure 3, Indéfilms 6, Sofitvciné 5
- Société de distribution : Le Pacte
- Pays d'origine :  France
- Langue : français
- Date de sortie :
  - France :  7 novembre 2018

## Distribution
- Virginie Efira : Rachel Steiner
- Niels Schneider : Philippe Arnold
- Jehnny Beth : Chantal adulte
- Estelle Lescure : Chantal adolescente
- Ambre Hasaj : Chantal (3-5 ans)
- Sasha Allessandri-Torrès Garcia : Chantal (6-8 ans)
- Iliana Zabeth : Gaby Schwartz
- Coralie Russier : Nicole
- Gaël Kamilindi : Franck
- Simon Bakhouche : Alain
- Catherine Morlot : la grand-mère
- Pierre Salvadori : le médecin
- Didier Sandre : le père de Philippe
- Christine Angot (voix off) : la narratrice

## Tournage
Le tournage se déroule au printemps 2017.
Le film a été tourné :
- À Limoges dans la petite gare Montjovis, où l'on voit la pancarte CHÂTEAUROUX, sur la passerelle où Viginie Efira regarde la gare.
- dans le département de l'Indre, à Châteauroux (années 1950-1970) ;
- en partie à Strasbourg, Reims, Nice, Imperia[2] et Paris (arrivée en gare, années 2000) ;
- à Gérardmer (autour du lac et sur le lac).

## Budget
- 7 992 995 euros

## Réception
Box office : 220 500

## Distinctions

### Récompense
- Prix Alice Guy 2019[3]

### Nominations
- César 2019 :
  - César de la meilleure actrice pour Virginie Efira
  - César du meilleur espoir féminin pour Jehnny Beth
  - César de la meilleure adaptation pour Catherine Corsini et Laurette Polmanss
  - César de la meilleure musique originale pour Grégoire Hetzel